# Карл-Габріель фон Гуденус
Граф Карл-Габріель фон Гуденус (нім. Carl-Gabriel Graf von Gudenus; 10 жовтня 1920 — 21 лютого 2012) — німецький офіцер-підводник, оберлейтенант-цур-зее крігсмаріне.

## Біографія
Представник давнього австрійського роду. 1 жовтня 1938 року вступив на флот. З травня 1940 року — вахтовий офіцер 3-ї флотилії мінних тральщиків. В лютому-червні 1941 року пройшов курс підводника. З червня 1941 року — ад'ютант 7-ї флотилії. З лютого 1942 року — допоміжний вахтовий, з квітня 1942 року — 1-й вахтовий офіцер на підводному човні U-71, на якому взяв участь у п'яти походах. В березні-квітні 1943 року пройшов курс командира човна. З 2 червня 1943 по 9 травня 1945 року — командир U-427, на якому здійснив 5 походів (разом 123 дні в морі). 9 травня 1945 року взятий в полон британськими військами. 24 грудня 1946 року звільнений.

## Звання
- Кандидат в офіцери (1 жовтня 1938)
- Морський кадет (1 липня 1939)
- Фенріх-цур-зее (1 грудня 1939)
- Оберфенріх-цур-зее (1 серпень 1940)
- Лейтенант-цур-зее (1 квітня 1941)
- Оберлейтенант-цур-зее (1 січня 1943)

## Нагороди
- Нагрудний знак мінних тральщиків (жовтень 1940)
- Залізний хрест
  - 2-го класу (січень 1941)
  - 1-го класу (1944)
- Нагрудний знак підводника (21 червня 1942)
- Нагрудний знак флоту (16 жовтня 1942)
- Фронтова планка підводника в бронзі (1945)